# رومولو (لاعب كرة قدم مواليد 1996)
رومولو هو لاعب كرة قدم برازيلي في مركز الوسط، ولد في 10 يناير 1996 في كاسكافل في البرازيل. لعب مع أتلتيكو غويانيينسي.

## وصلات خارجية
- رومولو (لاعب كرة قدم مواليد 1996) على موقع قاعدة بيانات كرة القدم.إي يو (الإنجليزية)
- رومولو (لاعب كرة قدم مواليد 1996) على موقع Soccerway.com (الإنجليزية)
- رومولو (لاعب كرة قدم مواليد 1996) على موقع عالم كرة القدم.نت (الإنجليزية)